# Re Ai 105°C De Ni
"Re Ai 105°C De Ni" (em chinês:  热爱105°C的你, transl. Rè'ài 105°C de nǐ) é uma canção gravada pela cantora chinesa A Si. Foi originalmente usada nos anúncios da água destilada Watsons Water, e depois se tornou um meme da Internet em 2021 devido à sua popularidade no TikTok. A canção também é conhecida informalmente como "Super Idol".